# Couvent San Francesco a Folloni

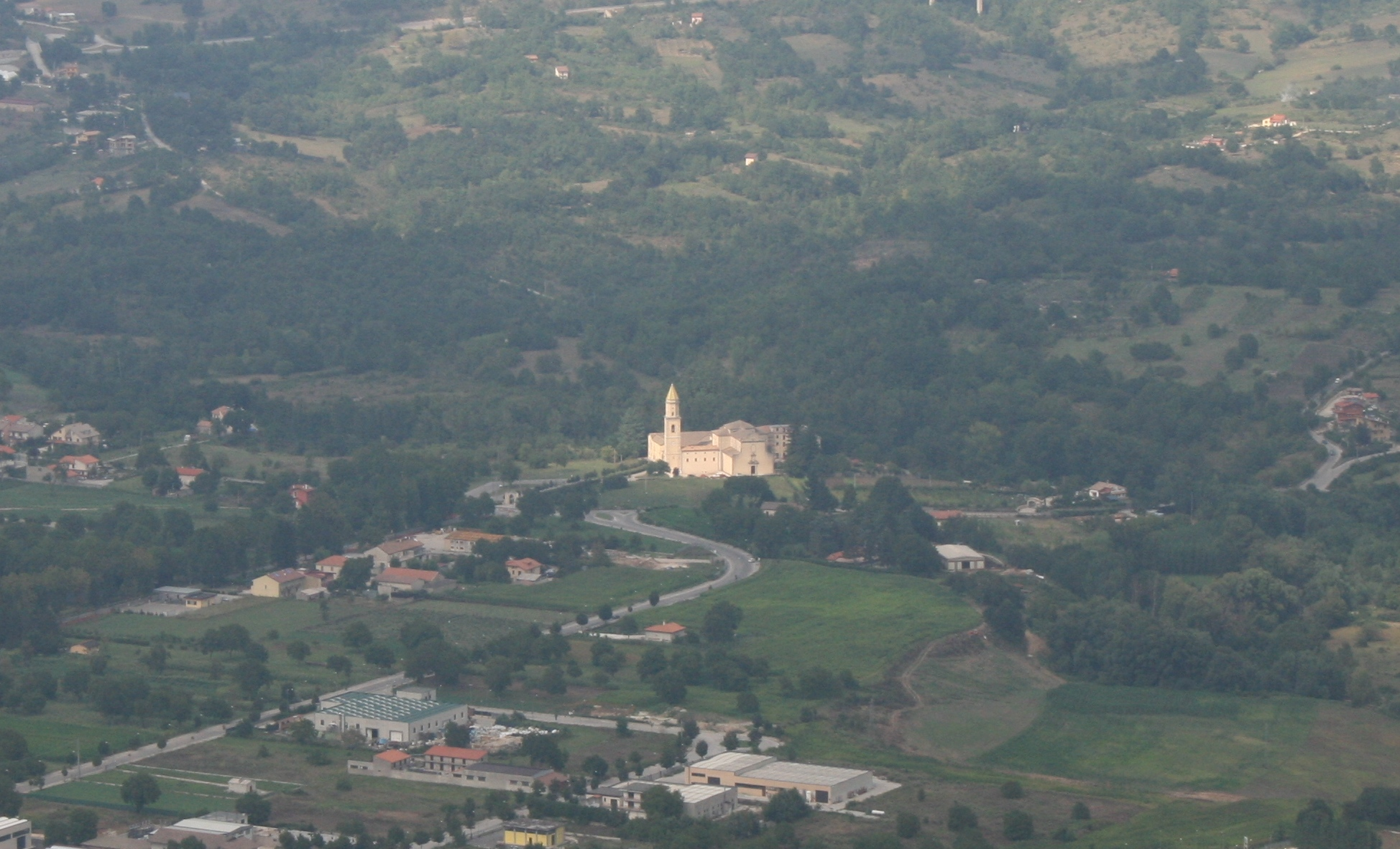
Vue aérienne du couvent.

Le couvent San Francesco a Folloni (Saint-François-de-Folloni) est un couvent franciscain fondé au XIIIe siècle et situé en Italie près de Montella en Campanie. Il est déclaré comme monument national.

## Histoire

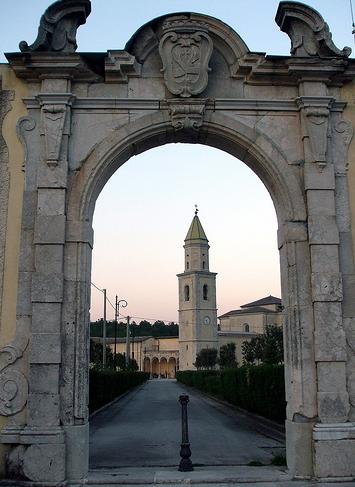
Le portail d'accès au couvent

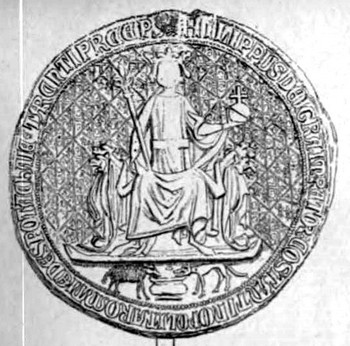
Sceau de Philippe de Tarente

Le couvent San Francesco a Folloni doit son nom au lieu où, semble-t-il, François d'Assise fonda lui-même une communauté alors qu'il était en chemin de retour de San Michele sul Gargano, en janvier 1222 (la forêt de Folloni). Le saint avait laissé quelques-uns de ses confrères dans une forêt pleine de brigands afin d'y construire une petite église consacrée à l'Annonciation et de convertir les montagnards et les brigands.
Le premier document écrit relatif à l'existence du couvent remonte au 5 janvier 1322: on y traite du renouvellement d'un privilège ancien concédé aux frères par le prince de Tarente, Philippe Ier d'Anjou et par son épouse, Catherine de Valois. Ce privilège consistait en la concession du droit de pêche dans le fleuve Calore, contre le couvent, du droit de couper le bois dans la forêt de Folloni, et des droits sur le moulin de Montella. D'autres privilèges sont obtenus par le couvent de la part de la reine Jeanne Ire de Naples en 1374, confirmant et accroissant ceux obtenus sous les Anjou, à partir de Charles Ier d'Anjou monté sur le trône de Naples en 1266. C'est lui qui avait restitué la liberté aux ordres monastiques en accord avec le pape Clément IV.
À partir de 1482, le couvent abrita aussi l'archiconfrérie laïque de Saint-Bernardin-de-Sienne (qui gérait les biens). Elle obtint en 1600 le patronat de deux chapelles à l'église mère de Montella où elle se transféra.
Comme l'attestent les documents d'archives conservés à la bibliothèque, la fabrique de l'église devient au cours des siècles de plus en plus prospère grâce aux dons des souverains napolitains et des seigneurs féodaux. Le couvent est remanié de façon importante au XVIe siècle, grâce aux dons de la famille Cavaniglia.
Le couvent est supprimé pendant la décennie française (1806-1815) et un grand nombre de ses biens, en particulier les manuscrits et les livres de la bibliothèque, sont dispersés.

### Le miracle du chêne vert

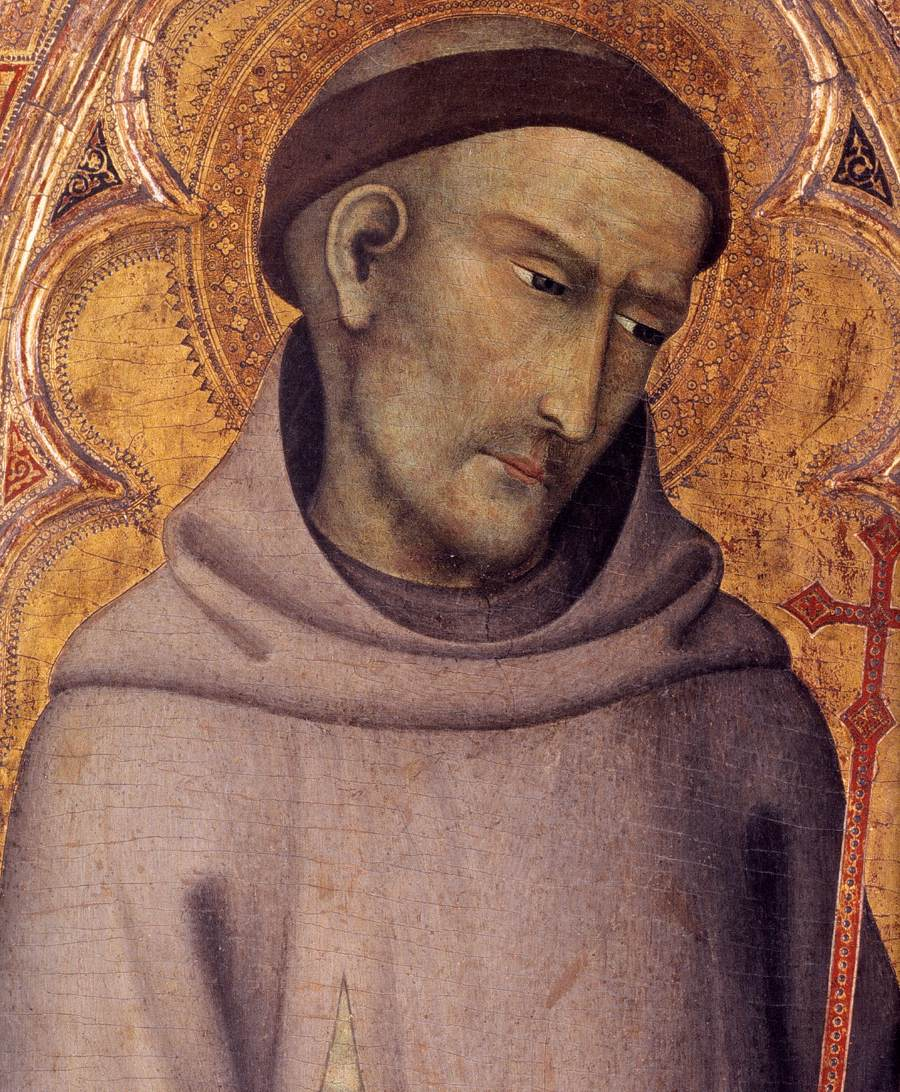
Saint François par Andrea Vanni (vers 1355).

La tradition rapporte que saint François demanda l'hospitalité en arrivant à Montella au seigneur du château. Le seigneur étant absent, le commandant du château ignorant la notoriété du Poverello d'Assise, le chassa. Saint François et ses confrères allèrent donc passer la nuit dans la forêt de Folloni sous un chêne vert, mais la forêt était infestée de brigands et il neigeait cette nuit-là abondamment. « Cependant, bien qu'incessante dans la nuit, la neige ne toucha ni l'arbre, ni l'endroit où les frères dormaient ». Le commandant du château accourut le lendemain matin avec ses gens et constatant le miracle demanda au saint de laisser deux confrères, afin de fonder ici un couvent.
Le chêne vert du miracle fut longtemps conservé comme relique sous l'autel de l'église.

### La relique du sac
La tradition rapporte qu'en hiver 1224, soit deux ans après la fondation, les frères demeuraient bloqués par la neige dans l'église. En plein hiver, la forêt était infestée de loups. Tenaillés par la faim, les frères découvrirent un jour un sac plein de pain sur le pas de leur porte. Le sac portait l'emblème du lys de France. Or il se trouvait qu'au même moment saint François d'Assise se trouvait à la cour du roi Louis VIII de France. La légende rapporte donc que ce sont les anges eux-mêmes qui ont transporté de France le sac jusqu'ici.
La toile du sac fut conservée pendant trois siècles sur l'autel de l'église, mais au XVIe siècle elle était en lambeaux et les frères finirent par en distribuer des morceaux comme reliques aux fidèles. Après la suppression du couvent au début du XIXe siècle, les restes de la toile furent installés à l'église mère de Montella. Lorsque le couvent rouvrit ses portes en 1828, l'évêque de Nusco décida que la toile restante serait divisée entre l'église mère de Montella et l'église Saint-François du couvent. Le Père Agnello Stoia o.f.m découvrit au grenier de l'église du couvent en 1998 les derniers fragments de la toile du sac. La relique est aujourd'hui conservée dans un reliquaire spécialement réalisé et présenté à la chapelle du Crucifix à droite du maître-autel de l'église.

## Description

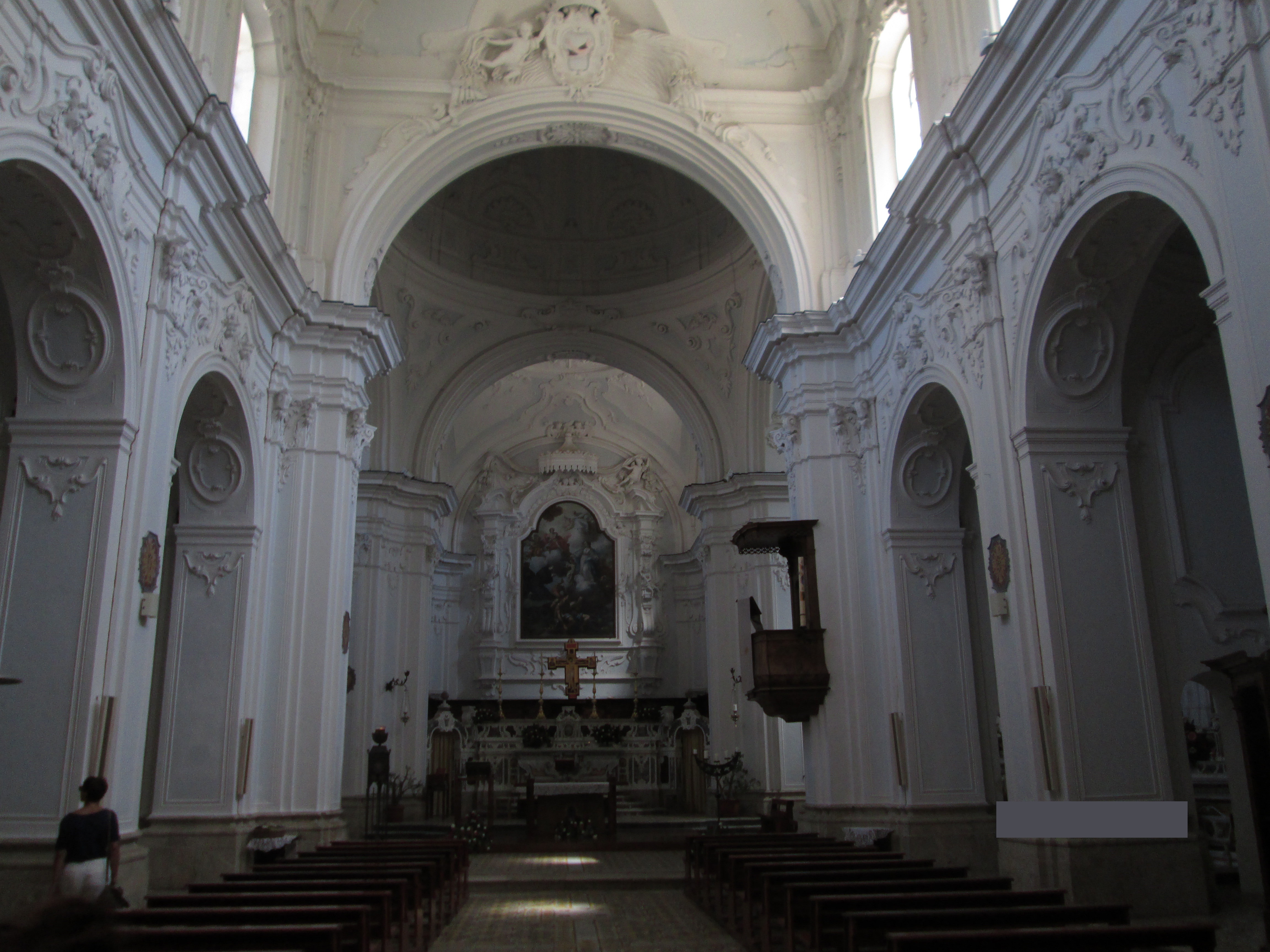
Intérieur de l'église conventuelle

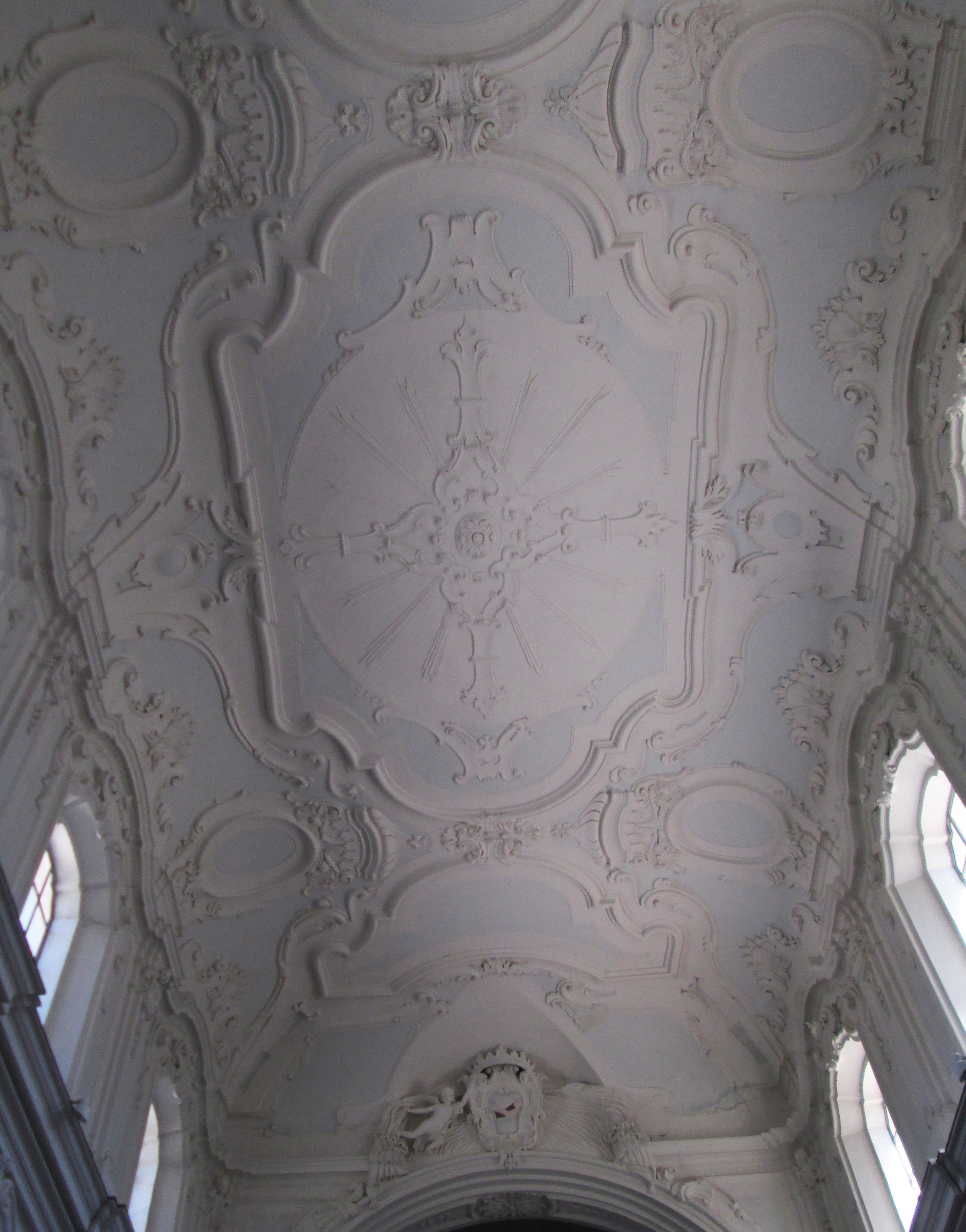
Plafond de l'église avec les stucs de Francesco Conforto (1747)

La première petite église devait se trouver à l'endroit où se trouve maintenant le dortoir des frères. Une deuxième église est construite au XVe siècle à l'endroit où se trouve aujourd'hui le cloître d'accès au couvent. Elle avait une nef unique et plusieurs chapelles latérales. Entre la première église du XIIIe siècle et celle-ci les franciscains font construire le réfectoire, où se trouve aujourd'hui la bibliothèque.
Le couvent actuel est le fruit d'un complet remaniement intervenu au milieu du XVIIIe siècle, rendu nécessaire à cause du tremblement de terre de 1732. Une nouvelle église est donc construite (la troisième chronologiquement) en style baroque-rococo tournée à 90 degrés par rapport à la précédente et plus haute de 180 cm. Il reste de l'église du XVe siècle l'exonarthex, maintenant portique d'entrée au couvent. L'ancienne abside est aujourd'hui la chapelle du Crucifix, et elle se trouve de fait à un niveau plus bas. Le troisième élément restant est le campanile réalisé dans la seconde moitié du XVe siècle. Le cloître appartient à la même époque et se trouve entre les deux bâtiments précédents. Il a été l'objet de fouilles. Le reste du couvent est occupé par les locaux des frères mineurs conventuels.
Les stucs de l'église du XVIIIe siècle sont l'œuvre de Francesco Conforto et le pavement de carreaux de majolique date de 1750. On peut admirer dans la sacristie le sarcophage du condottiere Diego Cavaniglia, comte de Montella, mort à la bataille d'Otrante. Il s'agit d'un chef-d'œuvre de la fin du XVe siècle de Jacopo della Pila, surnommé le Monument des amoureux. Le bras oriental du transept conserve sur son pavement la pierre tombale de la comtesse Marguerite, veuve de Diego Cavaniglia morte en 1521.
Les fouilles entreprises après le tremblement de terre de 1980 ont mis au jour des vestiges de l'église datant du XIVe siècle et du XVe siècle, ainsi que le squelette de Diego Cavaniglia.

## La fontaine du Miracle
on trouve au nord-ouest du couvent, dans la forêt de Folloni, les ruines de la fontaine du Miracle. La tradition rapporte que saint François, de retour des Pouilles, s'est de nouveau arrêté à Montella pour visiter ses frères installés dans leur petite communauté naissante. Or les eaux du fleuve Calore qui servaient à étancher la soif des ouvriers chargés de construire le petit couvent étaient turbides. Aussi le saint fit-il surgir une source d'eau limpide au pied d'un chêne chevelu, et l'on y installa cette fontaine. Il n'en reste actuellement que deux côtés de mur et un pavement.

## Musée et bibliothèque
Le Museo dell'Opera annexe au couvent conserve les biens précieux et le Trésor du couvent accumulés au fil des siècles. Ainsi la paramentique conservée ici est de très grande valeur; il s'agit de vêtements et d'ornements sacrés du XVIe siècle en brocarts. On y remarque aussi des décorations, de la vaisselle sacrée, des objets d'or, d'argent et de céramique et toute sorte d'étoffes du XVe siècle au XIXe siècle. Le musée conserve aussi des reliques nombreuses. Depuis 2011, la giornea (sorte de chasuble) du comte Diego Cavaniglia (mort en 1481 et inhumé à l'église) y est exposée; elle a été retrouvée en 2004 et restaurée. C'est l'unique exemplaire original de ce genre de vêtement encore visible au monde.
La bibliothèque du couvent a été instituée au XVe siècle. Elle fut saccagée par la population locale au début du XIXe siècle à l'époque de Joachim Murat, lorsque les franciscains furent expulsés de leur couvent. Lorsque celui-ci fut à nouveau autorisé en 1828, les manuscrits, livres et volumes sauvés du désastre furent installés dans l'ancien réfectoire du XVIe siècle. Les ouvrages conservés vont du début du XVIe siècle jusqu'à la fin du XVIIIe siècle. Ils sont au nombre d'environ vingt-mille volumes.

## Appartement d'Humbert II
Adjacents à la bibliothèque se trouvent les appartements (c'est-à-dire une antichambre, une chambre à coucher et un cabinet de toilette) du roi Humbert II d'Italie, plusieurs fois hôte du couvent, notamment au cours de la Seconde Guerre mondiale. Ils conservent leur mobilier d'origine. La maison de Savoie finançait régulièrement et directement les travaux d'entretien du couvent au XXe siècle. Humbert II fit don au couvent dans les années 1930 de la statue de saint François qui se trouve dans la niche surmontant le portail de l'église.

## Notes et références

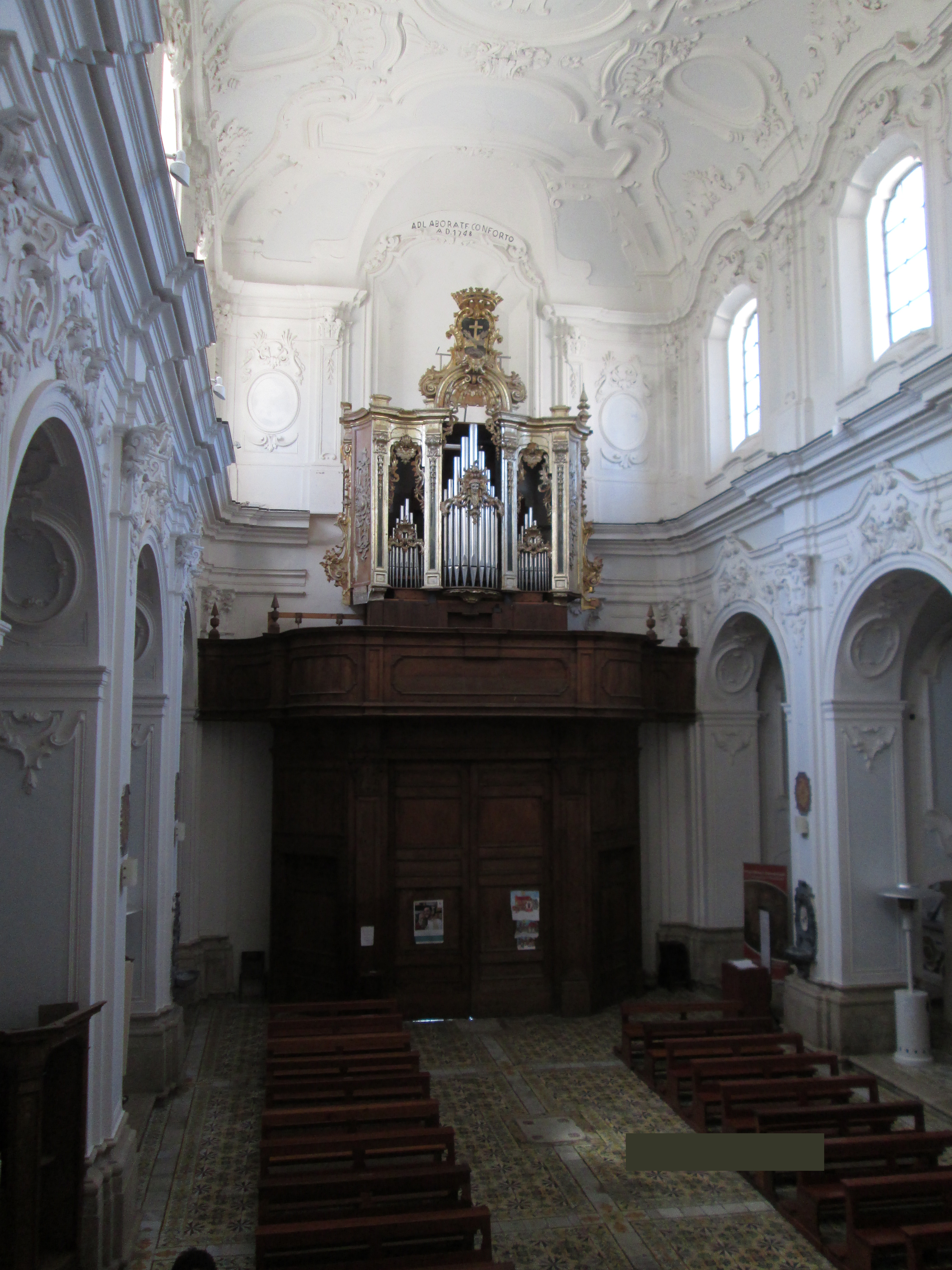
L'orgue de l'église

## Source de la traduction
- (it) Cet article est partiellement ou en totalité issu de l’article de Wikipédia en italien intitulé « Convento di San Francesco a Folloni » (voir la liste des auteurs).